# 赤松範一
赤松 範一（あかまつ のりかず / はんいち、1870年2月15日（明治3年1月15日）- 1945年（昭和20年）7月25日）は、日本の実業家、政治家。貴族院議員、男爵。民俗学にも造詣が深かった。

## 経歴
元幕臣赤松則良の長男として生まれる。同人社に学び後実業界、政界において活躍する。
父の隠居に伴い、1917年（大正6年）10月30日、家督を相続し男爵を襲爵する。1918年（大正7年）7月10日、貴族院男爵議員に選出され公正会に所属し死去するまで在任した。
その他、東京製綱専務取締役、台湾繊維、阪川牛乳店社長、東京針金工業、八幡伸鉄各取締役、小島印刷、三宝商事各監査役等を歴任。
範一の死後、長男・照彦は襲爵手続をしなかった。

## 親族
- 父：赤松則良（軍人・海軍中将）
- 妻：すみ（東京府士族・遠田注長女）
- 長男：照彦（政治家・静岡県磐田市長）
- 長女：秀子（佐藤要に嫁する）
- 二男：幹男
- 三男：正枝
- 四男：季男
- 五男：綾彦
- 六男：公男
- 弟：赤松小寅（内務官僚）
- 親戚：森鷗外（作家）

## その他
東京府荏原郡大井町一本松（現：東京都品川区南大井2・3丁目）に居住した。